# Richaun Holmes

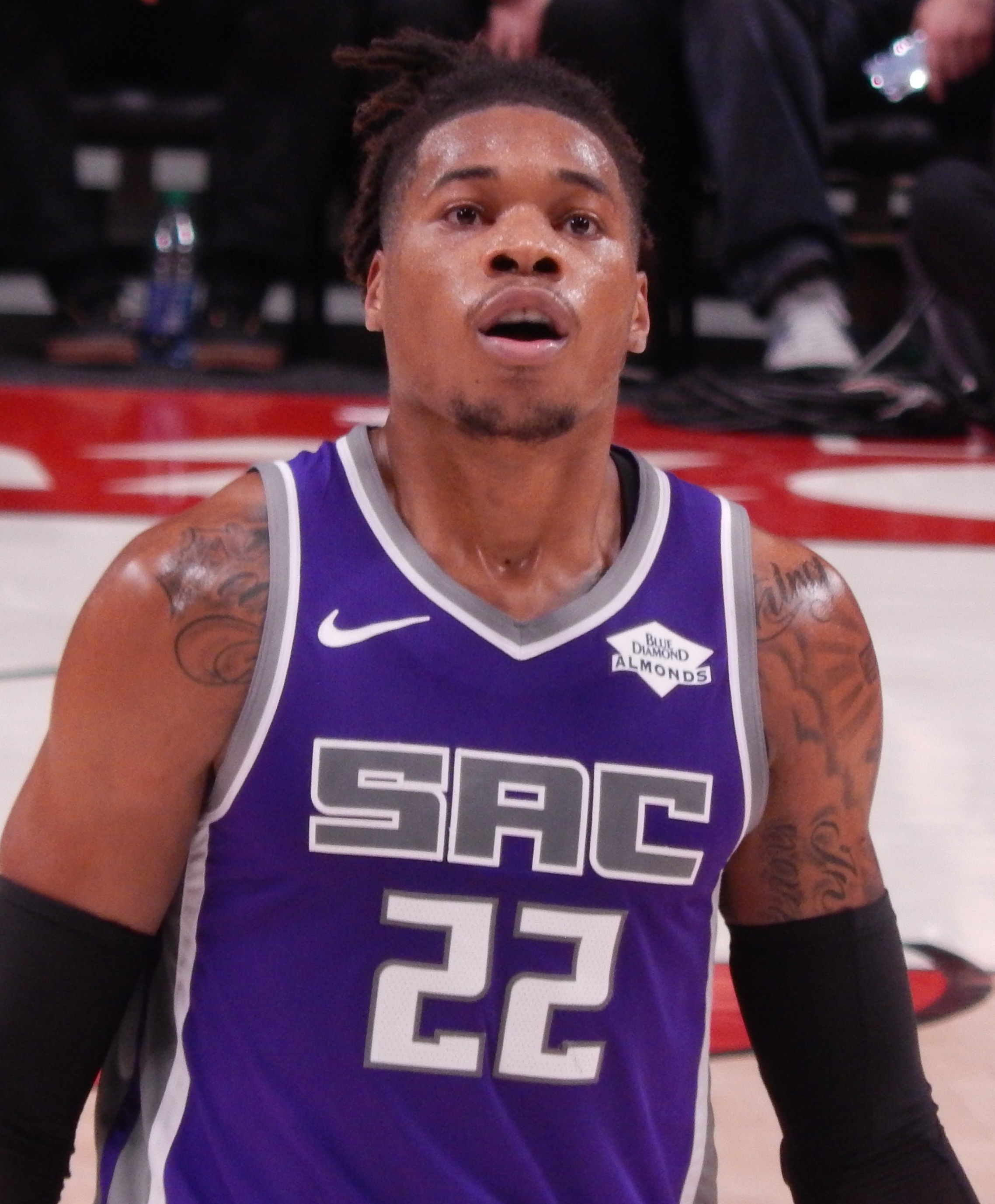
Richaun Holmes, 2019.

Richaun Diante Holmes, född 15 oktober 1993 i Lockport i Illinois, är en amerikansk professionell basketspelare (PF/C) som spelar för Washington Wizards i National Basketball Association (NBA). Han har tidigare spelat för Philadelphia 76ers, Phoenix Suns, Sacramento Kings och Dallas Mavericks.
Holmes draftades av Philadelphia 76ers i andra rundan i 2015 års draft som 37:e spelare totalt.
Innan han blev proffs studerade Holmes vid Bowling Green State University och spelade för deras idrottsförening Bowling Green Falcons.